# Bärbel Oscarsson
Bärbel Helga Grete Suse Oscarsson, ogift Krämer, född 26 augusti 1938 i Berlin-Pankow i Tyskland, död 8 november 2024 i Skara, var en svensk skådespelare.
Hon är dotter till kapellmästaren Curt Krämer och Alice Susanna Held.
Bärbel Oscarsson hade en av de bärande rollerna i Stellan Olssons vardagsrealistiska långfilm Oss emellan (1969) där hon spelar hustrun till en excentrisk keramiker, spelad av maken Per Oscarsson.
Åren 1958–1962 var hon gift med skådespelaren Ulf Håkan Jansson (1937–2009) och 1962–1973 med skådespelaren Per Oscarsson (1927–2010). Hon fick tre barn: Maria Oscarsson (född 1958), Boman Oscarsson (1960–2019) och Lina Oscarsson (född 1964), som alla medverkade i filmen Oss emellan.